# Protea
Protea es el nombre botánico y el nombre común en castellano de un género de plantas florales.
El nombre del género Protea fue creado en 1735 por Carlos Linneo en honor al dios griego Proteo que podía cambiar de forma a voluntad, dado que las proteas tienen muchas formas diferentes. 
Las proteas atrajeron la atención de los botánicos que visitan el Cabo en Sudáfrica en los años 1600s. Muchas especies fueron introducidas en Europa en los años 1700s, gozando de una popularidad única entre los botánicos de la época.
La familia de las proteáceas viene desde tiempos remotos, sus ancestros crecieron en Gondwana, hace 300 millones de años. Esta familia se divide en 2 subfamilias: Proteoídea, mejor representada en el sur de África y Grevilleoídea, concentrada en Australia y Sudamérica y los otros segmentos más pequeños de Gondwana que ahora son parte del este de Asia. África comparte sólo un género con Madagascar, mientras que Sudamérica y Australia tienen muchos géneros en común, lo cual indica que se separaron de África antes de apartarse entre sí.
En África, el género de la protea no se puede hallar más al norte del río Limpopo. El 92% de las especies se encuentran en la Región Floral del Cabo , un angosto cordón de montañas costeras que va desde Clanwilliam a Grahamstown. La extraordinaria riqueza y diversidad de las especies características de la Flora del Cabo se debe en parte a la diversidad de los terrenos, donde las poblaciones pueden quedar aisladas y evolucionar en especies distintas.

## Clasificación
Dentro de la gran familia Proteaceae, son miembros de la subfamilia Proteoidea, que posee miembros sudafricanos y australianos.
En Chile podemos encontrar una de las plantaciones más grande de Latinoamérica Ubicado en Pichilemu, al sur de la capital albergando especies que se encuentran soló en Sudáfrica

## Especies
(Se listan por sección: una sección posee un nombre de 2 partes, el género y un epíteto).
- Protea sección Leiocephalae
  - Protea caffra (Protea común)
  - Protea dracomontana
  - Protea glabra
  - Protea inopina
  - Protea nitida
  - Protea nubigena
  - Protea parvula
  - Protea petiolaris
  - Protea rupicola
  - Protea simplex

- Protea sección Paludosae
  - Protea enervis

- Protea sección Patentiflorae
  - Protea angolensis
  - Protea comptonii
  - Protea curvata
  - Protea laetans
  - Protea madiensis
  - Protea rubropilosa
  - Protea rupestris

- Protea sección Lasiocephalae
  - Protea gaguedi
  - Protea welwitschii

- Protea sección Cristatae
  - Protea asymmetrica
  - Protea wentzeliana

- Protea sección Cynaroidae
  - Protea cynaroides (Protea rey)

- Protea sección Paracynaroides
  - Protea cryophila (Protea nieve)
  - Protea pruinosa
  - Protea scabriuscula
  - Protea scolopendriifolia

- Protea sección Ligulatae
  - Protea burchellii
  - Protea compacta
  - Protea eximia
  - Protea longifolia
  - Protea obtusifolia
  - Protea pudens
  - Protea roupelliae
  - Protea susannae

- Protea sección Melliferae
  - Protea aristata
  - Protea lanceolata

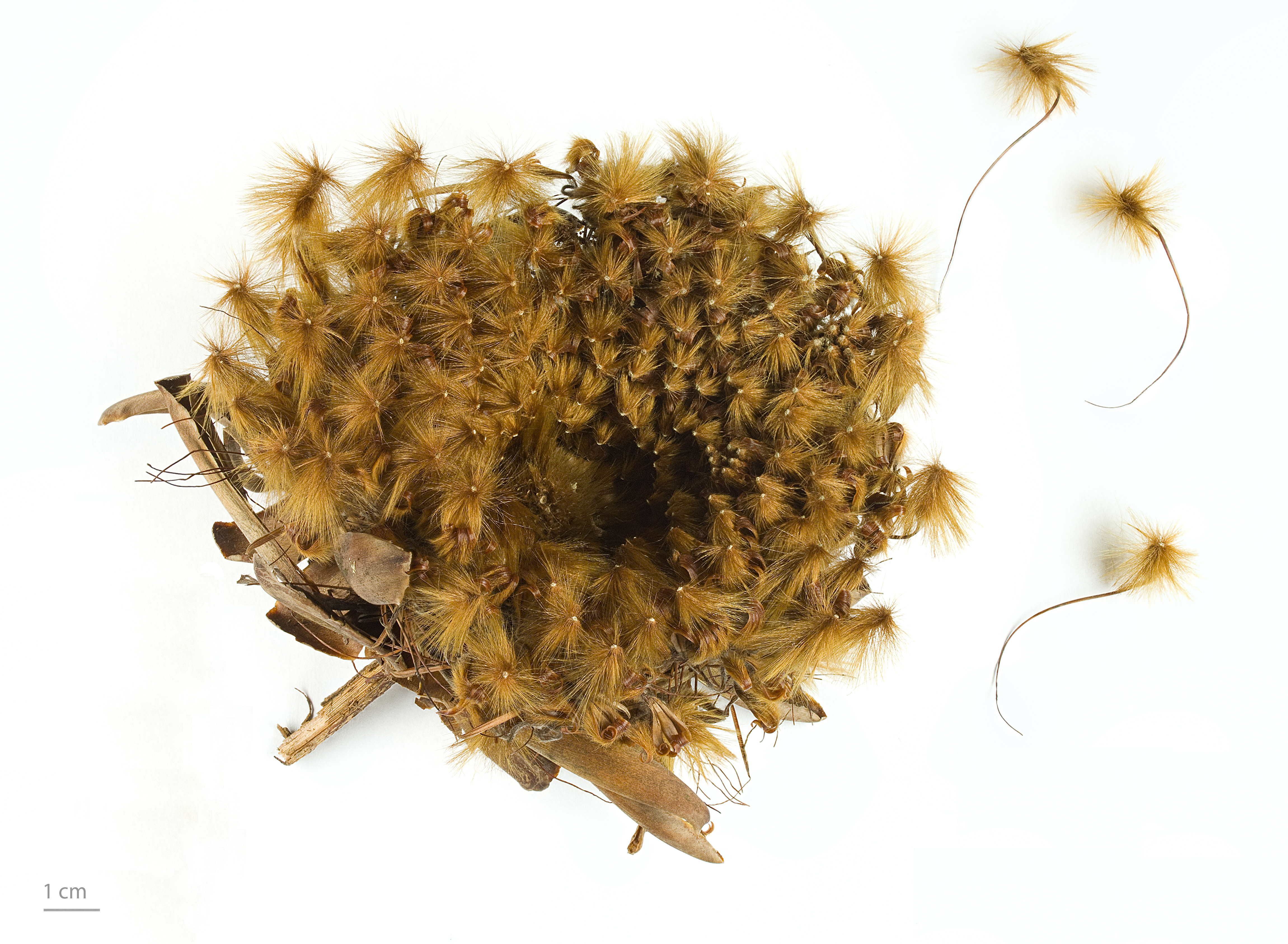
Protea madiensis

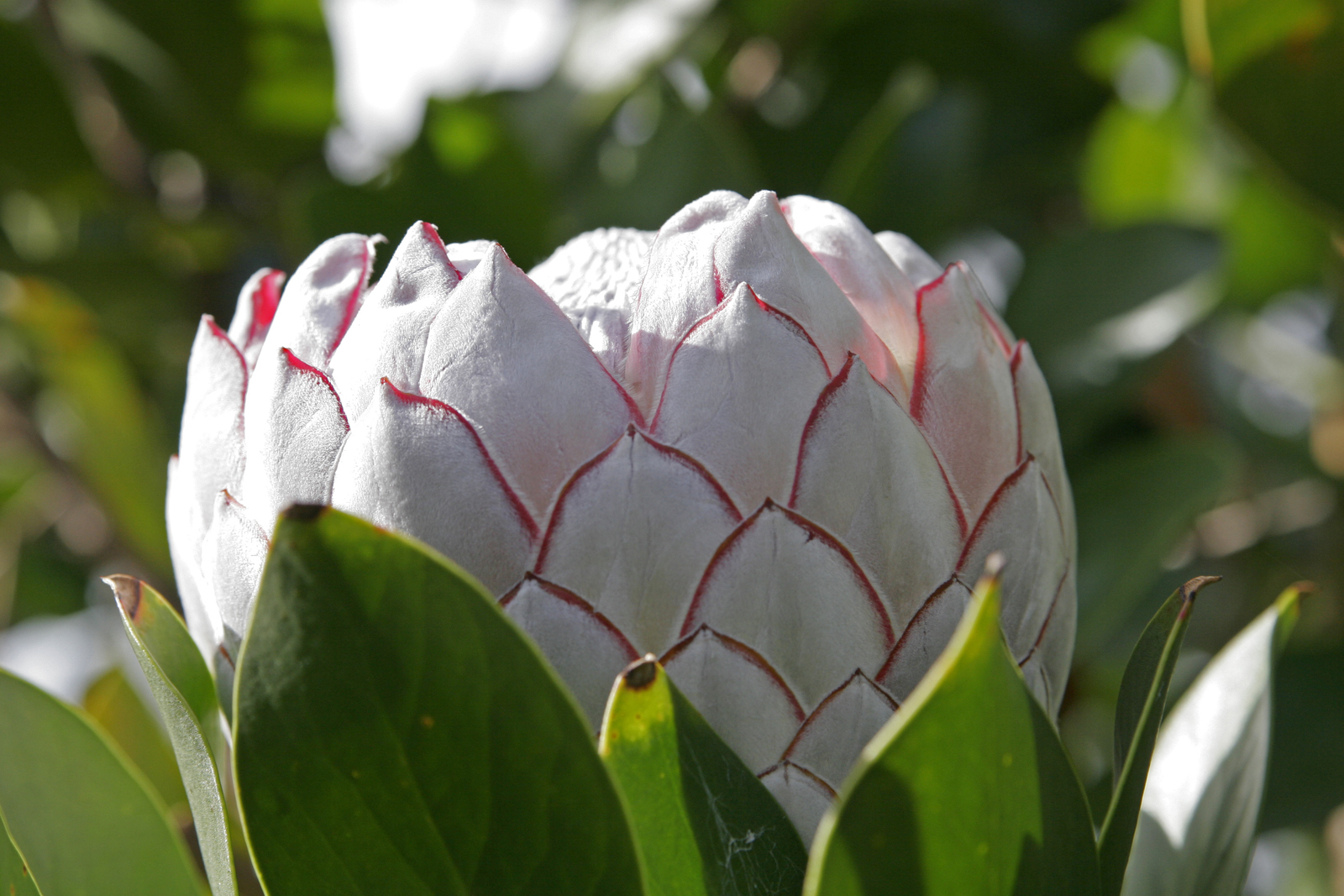
King Protea (Protea cynaroides).

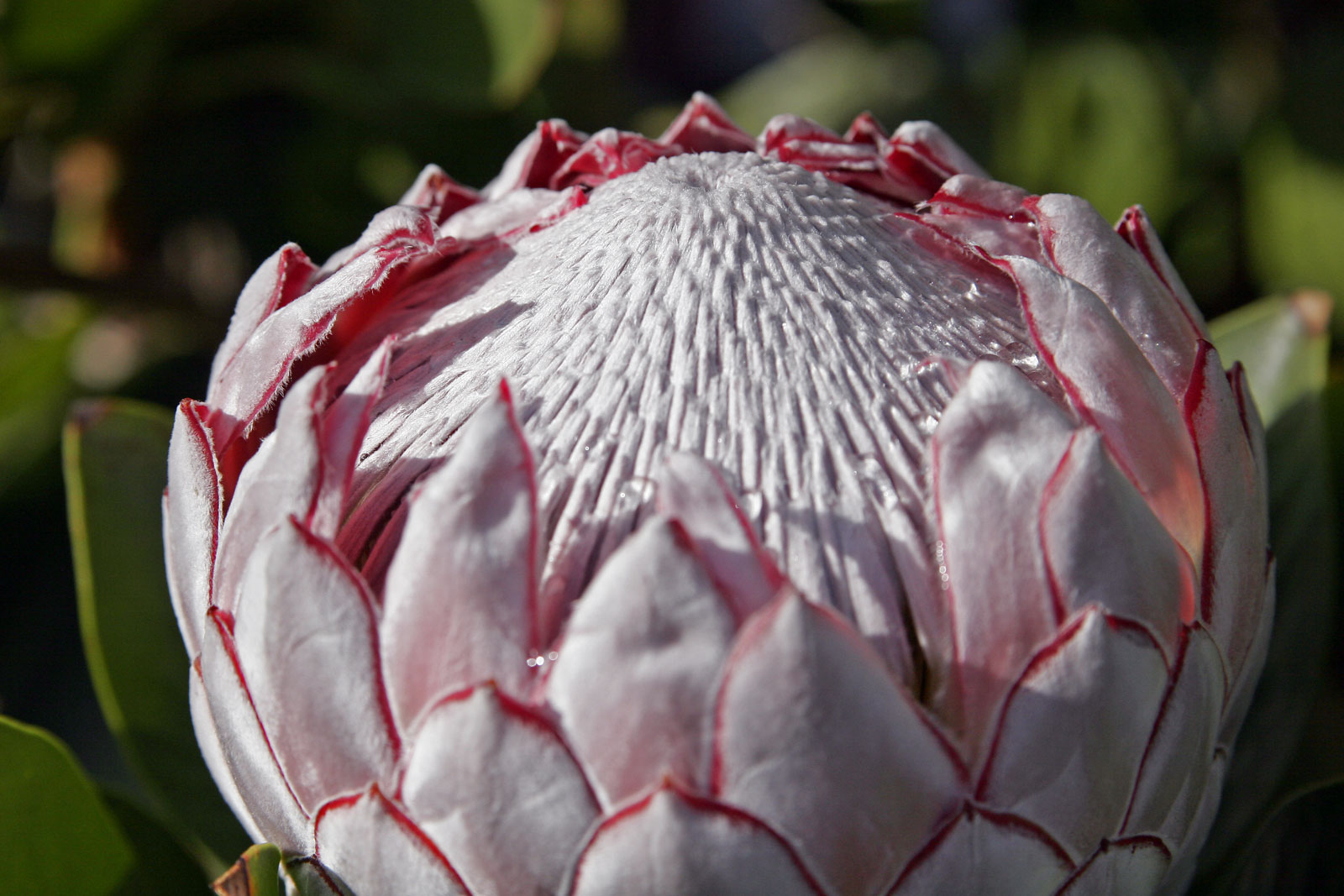
King Protea (Protea cynaroides).

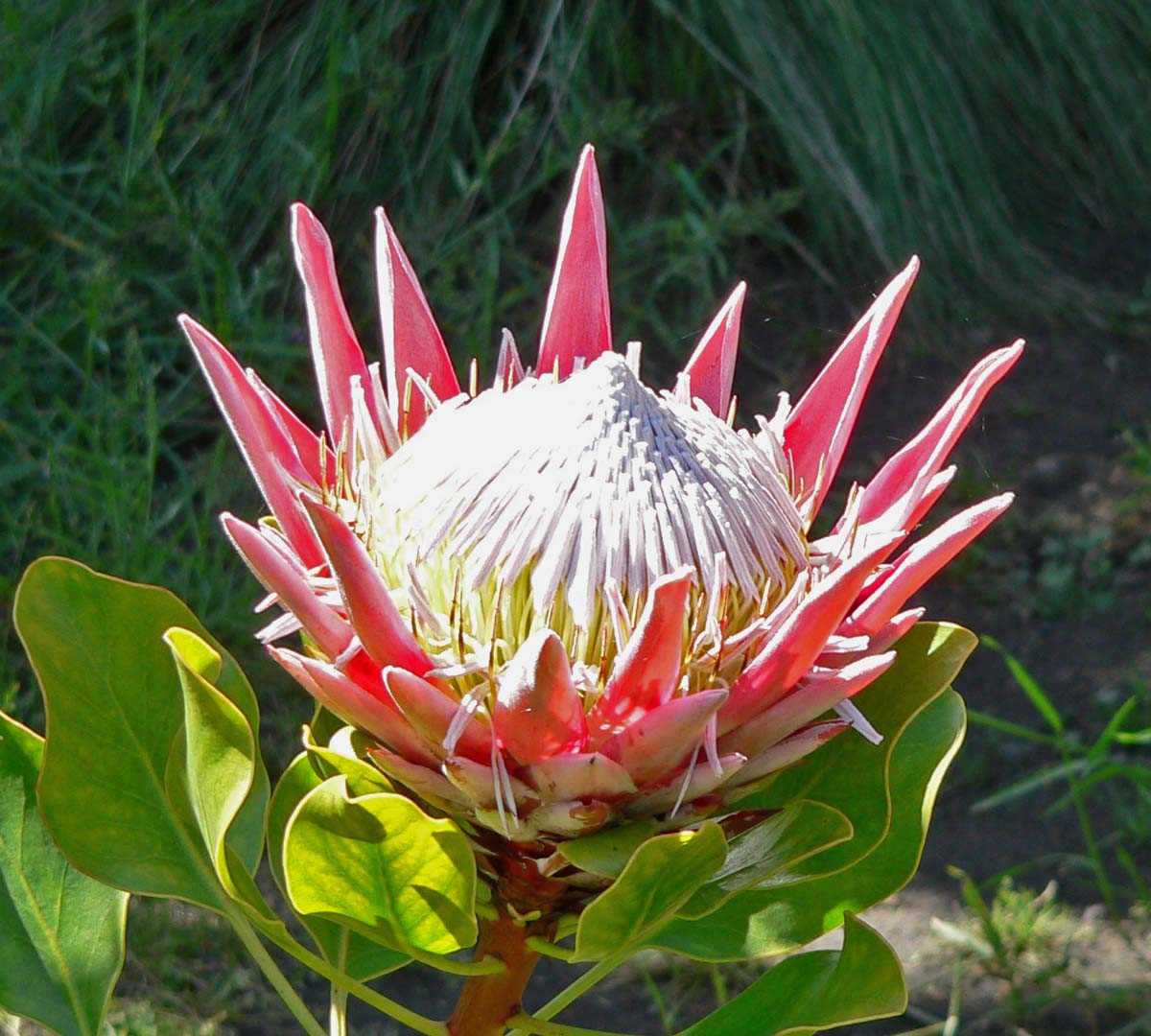
King Protea (Protea cynaroides).

  - Protea repens (Common Sugarbush Protea)

- Protea sección Speciosae
  - Protea cordata
  - Protea coronata
  - Protea grandiceps
  - Protea holosericea
  - Protea laurifolia
  - Protea lepidocarpodendron
  - Protea lorifolia
  - Protea magnifica
  - Protea neriifolia (Oleander-leaf Protea)
  - Protea speciosa
  - Protea stokoei

- Protea sección Exsertae
  - Protea aurea
  - Protea lacticolor
  - Protea mundii
  - Protea punctata
  - Protea subvestita
  - Protea venusta

- Protea sección Microgeantae
  - Protea acaulos
  - Protea convexa
  - Protea laevis
  - Protea revoluta
  - Protea ungustata

- Protea sección Crinitae
  - Protea foliosa
  - Protea intonsa
  - Protea montana
  - Protea tenax
  - Protea vogtsiae

- Protea sección Pinifolia
  - Protea acuminata
  - Protea canaliculata
  - Protea nana
  - Protea pityphylla
  - Protea scolymocephala
  - Protea witzenbergiana

- Protea sección Craterifolia
  - Protea effusa
  - Protea namaquana
  - Protea pendula
  - Protea recondita
  - Protea sulphurea

- Protea sección Obvallatae
  - Protea caespitosa

- Protea sección Subacaules
  - Protea aspera
  - Protea denticulata
  - Protea lorea
  - Protea piscina
  - Protea restionifolia
  - Protea scabra
  - Protea scorzonerifolia